# ビー・ブラウン
ビー・ブラウン（B. BRAUN）は、ドイツのメルズンゲン市に本部を持つ、医療関連製品の製造・販売を行っている企業グループである。
2018年現在、64ヶ国を超える国に支社・支店を持ち、全従業員は約63700人。年間総売上高は69億ユーロ。

## 歴史
1839年、Julius Wilhelm Braunがドイツのメルズンゲン市（en:Melsungen）にあったRosen-Apotheke（ローズ薬局）という名の小さな薬局を買収し、会社を設立した。
1867年、Bernhard Braunが社名をB. BRAUNとして登記した。
1893年 本部から見て海外にあたるニューヨーク、ロンドン、パリなどに販売拠点を置いた。
1908年～1960年代、手術用縫合糸の製造、輸液製剤製造、外科手術用電気モータ開発、ディスポーザブル輸液システム製造、プラスチック製静脈留置針（ブラニューレ）開発、空気圧モータ開発などを行った。
1968年、ヒト乾燥硬膜「ライオデュラ」（en:Lyodura）の製造・販売を開始。
1992年 フランスのBiotorol Pharma社を買収。
1997年 米国の McGaw 社を買収。

## 日本法人
2018年現在、ビー・ブラウンエースクラップ株式会社という日本法人があり、東京の本郷に本部を、栃木県栃木市に工場を持つ。従業員は700名規模である。

### 取り扱い製品
- 鉗子などの外科治療用具や縫合糸
- 外科治療材料、人工股関節などの整形外科治療材料
- 硬膜外麻酔セットなどの麻酔科関連製品

　等々

## ライオデュラ
1968年以来、ビー・ブラウンは頭部手術の際の縫合に使用するヒト乾燥硬膜「Lyodura（ライオデュラ）」（日本ではリオフィライズド・デュラとして発売）を製造・販売していたが、この製品を移植された多数の患者らが医原性によるクロイツフェルト・ヤコブ病（CJD）に感染するという事件が起きた。
ビー・ブラウンは、硬膜調達にあたり、どのような病気で死んだ人のものでもあろうとかまわないと見なし、利益を大きくし材料費を安く済ますために裏取引をしてでも死体を調達し硬膜を採取していたという。また、多くの遺体から採取した硬膜を混ぜて溜め（pooling）、いちどに最大600枚もの硬膜を混合処理していたという。

日本では1970年代に医療器具として輸入販売が承認された（この後、別メーカーによるヒト乾燥硬膜「チュトブラスト・デュラ」も発売開始されているが、大きな問題とはならなかった。）。その後1980年代には、アメリカ食品医薬品局（FDA）からライオデュラの一部製品の廃棄勧告を受けたり、カナダ保健省から一部製品の使用中止等の勧告を受ける。それらの国で措置をとり、ビーブラウン社内においても同製品は人体には悪影響があるという認識が確かに生まれていたにもかかわらず、日本においては廃棄などの必要な措置をとらず、同社輸入販売元である日本ビー・エス・エスは、従来製品は人に危害を加える可能性が高いと重々承知の上で平然と販売し続けた。1997年3月末に、世界保健機関が人工硬膜で代替できることから、高リスクであるヒト乾燥硬膜の使用を加盟国に向けて使用停止するよう勧告し、厚生省が使用停止の緊急安全性情報を発信する1997年4月上旬まで被害者を増やしたとされている。
日本では1997年にリオフィライズド・デュラの移植を受けてCJDを発症した患者や死亡した遺族が訴訟団を結成し、製造元であるビー・ブラウン、輸入販売元である日本ビー・エス・エス、FDAでの使用停止勧告後も承認を取り下げなかった厚生省を相手取り、損害賠償訴訟を提起した。2002年までにおおむね原告の主張が認められる判決が下され、医薬品以外（医療器具）の薬害事例となっている。なお、チュトブラスト・デュラについては日本国内においては発症事例が報告されていない。
当時からヒト由来の材料を製造する場合は様々な措置を講じるべきだということが医学的に知られていたにもかかわらず、必要な措置をとらず大きな感染被害をつくりだしてしまった。より具体的には、同社は人の死体から硬膜を採取し乾燥させライオデュラを製造していたのだが、そのような場合、ドナーの病歴などの情報をしっかりと管理し、不適切な遺体は用いないことで病気の原因になりうる要素はできるかぎり取り除くべきであることや、採取した硬膜は混ぜたりせずドナーごとに個別に扱うことによって感染被害の拡大を防止する措置を講じておくべきこと、また適切な滅菌処理などの病原因子の不活化処理を行うべきことは、当時から医学的な知識として知られていた。にもかかわらず、同社はそれらの手順・措置をないがしろにしたヒト乾燥硬膜を製造し、結果として多くの感染者を生みだしてしまった。